# Dyden går amok
Dyden går amok er en dansk film fra 1966, instrueret af Sven Methling og skrevet af Svend Methling efter en roman af Knud Poulsen. Filmen blev optaget 1965 i den nordjyske by Stenbjerg den hedder i filmen "Hu".

## Medvirkende
- John Hahn-Petersen – Edward
- Karl Stegger - Politi
- Birgitte Federspiel – Ina (Edwards hustru)
- Axel Strøbye – N.O.
- Louis Miehe-Renard – Joachim
- Bodil Steen – Andrea (Joachims hustru)
- Hanne Løye – Anna (serveringsdame i HU-Kroen)
- Morten Grunwald – Niels (fisker)
- Birgit Sadolin – Bertha (Niels' kone)
- Carl Ottosen – Monni (fisker)
- Lise Thomsen – Elly (Monnis kone)
- Arthur Jensen – Ivar (fisker)
- Lily Broberg – Mille (Ivars kone)
- Peter Kitter – Marinus (fisker)
- Gunnar Lemvigh – Overbetjent Dørup
- Gabriel Axel – Pastor Deje
- Ole Monty – Stationsforstander
- Holger Vistisen
- Bjørn Puggaard-Müller – Rektor

## Eksterne Henvisninger
- Dyden går amok på Internet Movie Database (engelsk)
- Dyden går amok på Filmdatabasen
- Dyden går amok på danskefilm.dk
- Dyden går amok på danskfilmogtv.dk
- Dyden går amok på Scope
- Dyden går amok i Svensk Filmdatabas (svensk)
- Dyden går amok på The Movie Database (engelsk)
- Om filmoptagelser i Stenbjerg (arkiv.thisted-bibliotek.dk) Arkiveret 13. oktober 2007 hos  Wayback Machine